# Shaky González
Shaky González (født Alberto González 20. oktober 1966) er en dansk filminstruktør, født i Chile men uddannet på Den Danske Filmskole.
Han har markeret sig[kilde mangler] med en ungdommelig, international stil, med dynamiske billeder og inspiration fra bl.a. Sergio Leone, John Woo og Quentin Tarantino.
| Citat                        | Sådan en som Shaky González har vist mig betydningen af det enkelte billede som en bevægelse. | Citat |
| -filmklipper Miriam Nørgaard |                                                                                               |       |

Han vandt prisen for Årets Danske Musikvideo i 1999 for musikvideoen til Baals nummer "Karaoke".

## Filmografi
- Nattens engel (1998)
- One Hell of a Christmas (2002)
- Kokken (2002)
- Emergency Release (2003)
- Speak of the Devil (2005)
- Pistoleros (2007)
- Det grå guld (2010)
- The Last Warrior (kortfilm, 2010)
- Echoes of a Ronin (kortfilm, 2014)